# Yakuza (videogioco)
Yakuza (龍が如く?, Ryū ga Gotoku, lett. "Come un drago") è un videogioco sviluppato e pubblicato da SEGA nel 2005. Primo videogioco della serie Yakuza, ha ricevuto una conversione per PlayStation 3 e Wii U, quest'ultima distribuita solo in Giappone, e un remake dal titolo Yakuza Kiwami.
La versione per PlayStation 2 lo rende l'unico della serie ad essere localizzato in lingua italiana (così come i titoli successivi) ma con parlato in inglese fino all'uscita dello spin off Judgment del 2018. Le versioni su PS3 e Wii U sono state distribuite solo su territorio giapponese assieme al seguito, Yakuza 2.
È un misto tra un videogioco d'azione e un picchiaduro a scorrimento, ambientato nel quartiere a luci rosse del Kabukicho di Shinjuku, Tokyo, con il nome fittizio di Kamurocho.

## Trama
Kazuma Kiryu, componente della Yakuza (la mafia giapponese), è pronto per staccarsi dal gruppo mafioso del padre adottivo Shintaro Kazama per creare un proprio clan, ma nel giorno della sua investitura è incastrato per il presunto omicidio del suo oyabun (boss della yakuza) Sohei Dojima. Il vero assassino è il suo amico d'infanzia Akira Nishikiyama detto "Nishiki", messo alle strette per proteggere Yumi Sawamura, la loro amica d’infanzia, che era stata rapita da Dojima. Giunto sul luogo, Kazuma capisce l'accaduto e si addossa ogni colpa coprendo tutto. All'arresto e all'interrogatorio rifiuta di proferire parola dinanzi a un detective di polizia di nome Makoto Date, intenzionato ad aiutarlo seriamente.
Dieci anni dopo, Kazuma esce dalla dura vita del carcere e scopre che il quartiere dove ha trascorso la giovinezza è totalmente cambiato: luci al neon illuminano le insegne di locali di ogni tipo, mentre giovani prepotenti e viziati fanno mostra dell'ultimo modello di cellulare. Ormai condannato a morte dalla comunità yakuza del clan Tojo, Kiryu vaga per la città e cerca di reintegrarsi ricontattando il suo mentore e padre adottivo Kazama. Da questo incontro scopre che il terzo presidente del clan Tojo, Masaru Sera, è stato assassinato, e con lui sono scomparsi 10 miliardi di yen dal fondo del clan. Dopo la carcerazione di Kiryu e la morte della sorella, Akira Nishiki è cambiato, diventando spietato e aggressivo, ed è in affari con politico mafioso di nome Kyohei Jingu. Kiryu sospetta così l'incastro e la vera motivazione dell'assassinio di Sera, nonché i soldi scomparsi, e inizia a cercare la verità con l'aiuto del poliziotto Date. Nel mentre stringerà significative amicizie soprattutto con due giovani host padroni di un locale di intrattenimento per sole donne, Kazuki e Yuya dell'host club "Stardust", con i senzatetto del parco a nord di Kamurocho tra cui soprattutto il maestro d'arti marziali Sotarō Komaki, che gli insegnerà ogni mossa speciale nel gioco, e con Kage detto "il fioraio", il più grande informatore di Tokyo con la sua grande rete di telecamere nascoste. La storia si complica quando incontra casualmente una piccola bambina di nome Haruka Sawaura, che sembra attirare l'interesse di ogni gruppo criminale nella città nonché dello stesso Kyohei Jingu.
Composti i pezzi del puzzle, Kiryu scopre in un lungo dialogo con Shintaro Kazama che Haruka è la figlia della sua amica di infanzia Yumi e di Jingu, e che i 10 miliardi di yen sono stati rubati dai due e nascosti nel grattacielo più alto del quartiere, la Millennium Tower, simbolo del potere del clan Tojo. Alla fine del dialogo, Futoshi Shimano e i suoi uomini tentano di uccidere Kazuma e Kazama. Shimano viene battuto in duello da Kiryu, ma lancia una granata verso Haruka e Kazama, al che quest'ultimo fa da scudo ad Haruka, sacrificando la vita per salvarla. Shimano muore assassinato per mano di Yukio Terada, membro di una famiglia chiamata Alleanza Omi; prima di morire, Kazama rivela a Kazuma di aver ucciso i suoi genitori quando lui era piccolo e gli chiede perdono. Nonostante questo Kazuma decide di perdonare Kazama riconoscendolo come suo padre.
Si dirige quindi alla Millennium Tower, dove si ricongiunge con Yumi intenzionata a far esplodere l'attico del grattacielo, stanca di tutto. Ma Kazuma nel convincerla ha uno scontro con Akira Nishikiyama, il suo vecchio amico di infanzia, sopraggiunto sul luogo. Ad interromperli sopravviene in elicottero Kyohei Jingu scortato da un esercito privato: Jingu ferisce Nishiki che perde i sensi e poi discute animatamente con Kiryu sui 10 miliardi di yen scomparsi. Kazuma rivela infine di essere stato designato come vero erede a quarto capofamiglia e presidente del clan Tojo dal precedente capoclan Masaru Sera su consiglio di Shintaro Kazama per via della sua integrità morale e della sua serietà. Kiryu sconfigge Jingu e il suo esercito, ma quando egli e Yumi credono che tutto sia finito, Jingu punta la pistola contro Kazuma e la piccola Haruka, al che Yumi è costretta a fare da scudo, morendo così tra le braccia del protagonista. Nishikiyama però si rialza e prende un pugnale da terra che poi utilizza per uccidere Jingu, e nel far ciò lo spintona nella cassaforte nascosta nella parete attivando una bomba ivi piazzata da Yumi; l'esplosione che segue uccide Nishiki e Jingu e fa volare via i 10 miliardi di yen. Alla fine dello scontro arriva la polizia intenzionata ad arrestare Kiryu, ma si oppongono Date e il suo partner Junichi Sudo. Kiryu successivamente rinuncerà alla carica di quarto capofamiglia per Yukio Terada, fuggendo in auto con Date dalla residenza del clan Tojo. Alla fine nella piazza del teatro al Kamurocho va via verso una nuova vita con Haruka.

## Modalità di gioco
Il gioco è suddiviso in capitoli, ognuno composto da un obiettivo (ad esempio "Raggiungi il bersaglio" o "Vinci un duello"). A prescindere dalle missioni da svolgere, però, una delle migliori caratteristiche del gioco sta nella possibilità di esplorare completamente il quartiere in cui è ambientato ogni livello, scoprendo oggetti segreti che sbloccano l'accesso a certi locali, parlare con la gente, intrattenersi con le ragazze dei kyabakura e giocare d'azzardo come ai dadi (il cho-han), al black jack e alla roulette.
Ci sono tre tipi di combattimento: quelli casuali, con brutti ceffi che si incontrano per le vie di Kamurocho, le lotte nell'arena dell'underground sotterraneo del casinò e bordello di Kage il fiorista (o fioraio), e quelli obbligatori, necessari per il completamento della storia, che sono assai più complicati e la sconfitta significa la fine del gioco.

Durante il percorso è possibile raccogliere oggetti o comprarli: ad esempio, in un negozio di alimentari può essere utile comprare qualche cibo in scatola, che si può mangiare per recuperare energie, per poi usare il barattolo in combattimento. Eccedere nell'alcool porterà perdita di prontezza di riflessi, mentre bere un caffè dopo un combattimento aiuta a restare svegli. In alcuni negozi illegali si possono trovare anche coltelli, mazze e katana.
Quando la barra delle mosse speciali è al massimo, si possono eseguire alcune mosse come sbattere contro il muro la testa dell'avversario o strangolarlo con una corda.

## Sviluppo
Il produttore esecutivo Toshihiro Nagoshi ha spinto SEGA a investire moltissimo in questo progetto. Il gioco ha ricevuto il bollino "Vietato ai minori di 18 anni"; di fronte a ciò SEGA ha avuto una certa titubanza, ma poi ha ugualmente mandato avanti il progetto fino alla sua effettiva commercializzazione.

## Adattamenti
Nel 2007 Takashi Miike ha diretto un film tratto dal videogioco, intitolato Like a Dragon, interpretato tra gli altri da Shō Aikawa.
Nel 2024, Amazon Prime Video e SEGA hanno annunciato la serie televisiva Like a Dragon: Yakuza tratta dal gioco e diretta da Masaharu Take. L'uscita della serie è prevista per il 24 ottobre 2024. Ryôma Takeuchi interpreterà il protagonista Kazuma Kiryu.

## Seguiti
La data tra parentesi si riferisce all'uscita giapponese.

### Capitoli principali
- Yakuza (2005), per PlayStation 2
- Yakuza 2 (2006), per PlayStation 2
- Yakuza 3 (2009), per PlayStation 3
- Yakuza 4 (2010), per PlayStation 3
- Yakuza 5 (2012), per PlayStation 3
- Yakuza 0 (2015)[3], per PlayStation 3, PlayStation 4, Xbox One e Microsoft Windows
- Yakuza 6: The Song of Life (2016), per PlayStation 4, Xbox One e Microsoft Windows
- Yakuza: Like a Dragon (2020), per PlayStation 4, PlayStation 5, Xbox One, Xbox Series X/S e Microsoft Windows
- Like a Dragon: GAIDEN - The Man Who Erased His Name (2023), per PlayStation 4, PlayStation 5, Xbox One, Xbox Series X/S e Microsoft Windows
- Like a Dragon: Infinite Wealth (2024), per PlayStation 5, PlayStation 4, Xbox Series X e Series S, Xbox One, Microsoft Windows
- Like a Dragon: Pirate Yakuza in Hawaii (2025), per PlayStation 5, PlayStation 4, Xbox Series X e Series S, Xbox One, Microsoft Windows

### Spin-off
- Ryū ga Gotoku Kenzan! (2008), per PlayStation 3
- Kurohyō: Ryū ga Gotoku Shinshō (2010), per PlayStation Portable
- Yakuza: Dead Souls (2011), per PlayStation 3
- Kurohyō 2: Ryū ga Gotoku Ashura hen (2012), per PlayStation Portable
- Ryū ga Gotoku Ishin! (2014), per PlayStation 3 e PlayStation 4
- Judgment (2018), per PlayStation 4, PlayStation 5, Xbox One, Xbox Series X/S, Microsoft Windows e Google Stadia
- Lost Judgment (2021), per PlayStation 4, PlayStation 5, Xbox One, Xbox Series X/S e Microsoft Windows

### Remaster e remake
- Ryū ga Gotoku 1&2 HD EDITION (2012)[4][5], per PlayStation 3 e Wii U
- Yakuza Kiwami (2016), per PC Steam, PlayStation 3 e PlayStation 4, Microsoft Windows, Xbox one, Xbox Series X/S
- Yakuza Kiwami 2 (2018), per PlayStation 4 e PC Steam (2019), Microsoft Windows, Xbox one, Xbox Series X/S
- Yakuza 3, Yakuza 4, Yakuza 5 HD Remastered (2018-2019) per PlayStation 3, PlayStation 4, Xbox One e PC.
- Like a Dragon: Ishin! (2023), per PlayStation 4, PlayStation 5, Xbox One, Xbox Series X/S e Microsoft Windows